# I Love Your Smile
I Love Your Smile è un singolo della cantante statunitense Shanice, pubblicato il 22 ottobre 1991 come primo estratto dal secondo album in studio Inner Child.

## Successo commerciale
Questo è stato il singolo di maggior successo della cantante nel mondo mentre in Italia è arrivato al 26º posto.

## Video musicale
Il videoclip mostra Shanice in uno studio con diverse immagini scattate da un fotografo. Una scena mostra una giacca di pelle, un uomo seduto su una sedia di fronte a un microfono, e un altro uomo che danza con diversi ballerini. A metà video, Shanice passeggia in un parco e il fotografo si nasconde dietro un albero mentre scatta delle foto su di lei. Alla fine del video, Shanice e il fotografo si scattano una foto.
C'è anche un secondo videoclip che mostra l'artista esibirsi in concerto.

## Cover
- Il duo olandese R'n'G ha realizzato una cover nel 1998.
- Un'altra cover è stata realizzata da Tiffany Evans nel 2004.
- Una terza cover è stata realizzata da Kaori Kobayashi nel 2005.
- Una quarta cover è stata realizzata da Jakob Elvstrøm nel 2009.
- Una quinta cover è stata realizzata da Julia Voice nel 2010 modificando il titolo in Vse o lyubvi.

## Altri utilizzi
- Chris Brown nel 2019 ha campionato il brano per il singolo Undecided.